# Söndagsnisse-Strix
Söndagsnisse-Strix var en svensk skämttidning. 
1924 sammanslogs Söndags-Nisse med Albert Engströms skämttidning Strix, och under sitt nya dubbelnamn utkom den till 1955. År 1998–2006 utgavs en ny version av tidningen, Nya Söndagsnisse-Strix, som en systertidning/bilaga till Grönköpings Veckoblad, men den lades ned på grund av dålig ekonomi. Prenumeranter som hade betalat för bilagan kompenserades med boken Vem är vem i Grönköping?  eller med förlängd prenumeration på Grönköpings Veckoblad.

## Redaktörer
- Hasse Zetterström 1924–1942
- Gösta Chatham 1942–1943
- Seth Bremberg 1943–1955
- Erik Blix 1998–2006

### Webbkällor
- Söndagsnisse-Strix i Nationalencyklopedins nätupplaga.
- Söndagsnisse-Strix från tidskrift.nu